# Жереми Матийо
Жереми Матийо (на френски: Jérémy Mathieu) е бивш френски защитник. Най-често се подвизава като ляв или централен защитник.

## Успехи
Барселона
- Примера дивисион (1): 2014-15
- Купа на краля (1): 2014-15
- Шампионска лига (1): 2014-15